# Scott Hicks
Robert Scott Hicks (Uganda, 4 marzo 1953) è un regista britannico naturalizzato australiano, candidato al premio Oscar come miglior regista nel 1997 per la direzione di Shine.

## Biografia
È nato in Uganda da genitori inglesi lì residenti per lavoro (il padre era un ingegnere civile), ma è cresciuto in Kenya e in Inghilterra, per poi stabilirsi ad Adelaide, nel sud dell'Australia. Si è laureato alla Flinders University nel 1975, un'università che nel 1997 gli conferì una laurea honoris causa. Inizia la sua carriera lavorando nel campo dei videoclip e dei documentari, realizzandone anche uno per la band degli INXS.
Nel 1996, dopo una serie di film indipendenti, conquista la fama internazionale con Shine, di cui è regista, presentato con successo al Sundance Film Festival e ottenendo vari riconoscimenti tra una nomination all'Oscar e un Oscar all'attore protagonista Geoffrey Rush.
In seguito dirige i film La neve cade sui cedri e Cuori in Atlantide, per poi realizzare diversi spot per la televisione americana.
Dopo quasi sei anni torna dietro la macchina da presa e dirige la commedia Sapori e dissapori remake del film tedesco Ricette d'amore.
Risiede ad Adelaide assieme alla moglie Kerry Heysen e ai figli, Scott Jr. e Jethro.

## Filmografia
- Down the Wind (1975)
- Freedom (1982)
- The INXS: Swing and Other Stories (1985)
- Call Me Mr. Brown (1986)
- Sebastian and the Sparrow (1990)
- Finders Keepers (1991) - Serie TV
- The Space Shuttle (1994)
- Shine (1996)
- La neve cade sui cedri (Snow Falling on Cedars) (1999)
- Cuori in Atlantide (Hearts in Atlantis) (2001)
- Sapori e dissapori (No Reservations) (2007)
- Glass: A Portrait of Philip in Twelve Parts (2007)
- Ragazzi miei (The Boys Are Back) (2009)
- Ho cercato il tuo nome (The Lucky One) (2012)
- Fallen (2016)